# Nephele Dorsa
I Nephele Dorsa sono una struttura geologica della superficie di Venere.